# 빙엄턴 대학교
뉴욕 주립 대학교 빙엄턴(State University of New York at Binghamton) 또는 빙엄턴 대학교(Binghamton University, 간단히 Bing, BU)는 미국 뉴욕주 빙엄턴에 위치한 공립 대학이다. 뉴욕 주립 대학교(SUNY) 시스템의 4개 종합대학 중 하나이다. 뉴욕주 중부의 빙엄턴에 위치하고 있다.

## 역사
1946년 2차 세계 대전 때 돌아온 군인들을 위한 최초의 대학교로서 Broome 군 Endicott 지역에 "트리플 시티즈 칼리지"(Triple Cities College)라는 교명으로 설립되었다. IBM의 전 회장 토머스 J. 왓슨이 시라큐스 대학교의 위성 캠퍼스 목적으로 땅을 기부한 곳에 설립되었다.
1950년 시라큐스 대학교로부터 독립하여, "하퍼 칼리지"(Harpur College)라는 교명으로 뉴욕 주립 대학교 시스템에 병합되었다.
1965년 스토니브룩 대학교, 올버니 대학교, 버펄로 대학교와 함께 뉴욕주립대 시스템의 4곳의 대학교 센터(University Centers)의 일원으로 선정되며, 교명이 뉴욕 주립 대학교 빙엄턴(the State University of New York at Binghamton)으로 재지정되었다.
1992년 이래 빙엄턴 대학교는 SUNY라는 타이틀이 대학의 네임밸류를 떨어뜨리고 있다는 지적 하에 주립대에서 사립대로 전환하는 계획을 추진 중이다. 그러나 퍼블릭 아이비에 속한다는 점 등의 이유로 주립대학이라는 신분은 지키지만 SUNY의 타이틀에서는 벗어나는 방법 등 여러 가지 방법을 모색중이다. 빙엄턴 대학교와 학생들 또한 학교 이름을 State University of New York at Binghamton라 불리기를 꺼려하고 Binghamton University라고 부르기를 선호한다.

### IBM과의 관계
현재까지도 IBM에서 가장 많은 기부금을 내고 있다. IBM이 PC사업부를 레노버사에 판매한 이후, IBM의 본사가 아몽크로 이전하게 되었음에도 이러한 인연은 계속되고 있고 오히려 컨설팅 및 세일즈 사업체로 변모하면서 뉴욕 주립 대학교 빙엄턴의 경영, 경제, 회계학과 출신을 대거 영입하기 시작하였다. 이 때문에 지금도 뉴욕 주립 대학교 빙엄턴은 경영학 계열이 가장 강하다.

## 학생 구성
학생들의 자부심이 굉장히 강한 편이며 그 중 유대인 학생들이 많은 편이다. 학교 식당에 유대인 전용 식단을 만들어서 제공할 정도로 유대인 학생들이 대다수를 차지하고 있다. 외국인을 포함한 전 학부 학생의 취업률이 높은 편이다. (학부졸업 취업률 67%) 전체적으로 수준급의 교육으로 강세를 보인다. 이로 인하여 Entrance Difficulty 부분에서 Very difficult 레벨을 받았으며 다른 퍼블릭 아이비들보다도 경쟁력이 치열하다. 2014년 가을에 입학할 신입생의 경우 지원자 29,067 중 41.7%인 12,134명만이 합격했으며 신입생들의 평균 대학수학능력시험 2022년 기준SAT 성적은 1600만점에 1340 ~ 1510점이였다.

### 한국계 학생
2009년 기준, 한국인 신입생이 140여명, 한국인 학생이 400명, 한인 2세 학생이 500여명 규모이다. 한국인 졸업생은 300여명에 이른다.

## 칼리지 및 스쿨
빙엄턴 대학교는 다음의 칼리지와 스쿨로 이루어져 있다:
- Harpur College of Arts and Sciences
- The College of Community and Public Affairs
- The Decker School of Nursing
- School of Pharmacy and Pharmaceutical Sciences
- The School of Management
- Thomas J. Watson School of Engineering and Applied Science

## 평가
뉴욕 주립 대학교(SUNY) 시스템 내에서 학부과정이 가장 우수하다고 평가 받고 있다. 2018년 기준으로  《U.S. 뉴스 & 월드 리포트》 평가에서 스토니브룩 대학교와 공동으로 80위에 선정되었다. 재학생 숫자는 2013-2014년 기준 12,356명이며 남성 53% 여성 47%로 이루어져 있다. 경영학과 회계학이 특히 강하며, 생물학, 심리학, 역사학, 정치학도 강세를 보이고 있다.
2018년 《U.S. 뉴스 & 월드 리포트》의 전미 대학 순위에서 공동 80위, 미국 최고가치 (Best Values Schools) 대학 순위에서 62위, 미국 공립대학 순위에서 공동 32위, 2019년 《포브스》 미국 최고가치 대학 (Best Values Colleges) 순위에서 38위, 최우수 대학 (Top Colleges) 순위에서 123위, 공립대학에서 30위, 연구대학에서 67위를 차지했다. 2020년 영국 QS 세계 대학 순위에서 801-1000위를 차지했다.